# 藤江和子
藤江 和子（ふじえ かずこ、1947年 - ）は、日本の家具デザイナー。

## 経歴
- 1947年　富山県生まれ。
- 1968年　武蔵野美術短期大学デザイン科卒業。（21歳）
- 1969～73年　宮脇檀建築研究室勤務。
- 1973～77年　エンドウプランニング参加
- 1977年　フジエアトリエ主宰。（30歳）
- 1987年　（株）藤江和子アトリエ設立。（40歳）
- その後、千葉大学非常勤講師を歴任。
- 現在　多摩美術大学美術学部客員教授、東京大学、長岡造形大学、広島工業大学等非常勤講師。

## 主な作品
- 1994年　リアスアーク美術館の家具設計（宮城県）（47歳）
- 2003年　福砂屋松が枝店の内装及び家具設計（長崎県）（56歳）
- 2003年　テレビ朝日新本社屋の家具設計及びカーペット（東京都）
- 2006年　島根県立古代出雲歴史博物館の家具設計（島根県）（59歳）
- 2007年　多摩美術大学図書館の家具設計（東京都八王子市）（60歳）
- 2015年　みんなの森ぎふメディアコスモスの家具設計（岐阜県岐阜市）

## 受賞
- 1989年　日本商環境設計家協会商環境デザイン賞 優秀賞（42歳）
- 1990年　日本インテリアデザイナー協会賞（43歳）
- 1996年　インテリアプランニング賞（49歳）
- 1996年　建設大臣賞、JID賞
- 1996年　インテリアスペース部門 部門賞
- 2005年　日本建築美術工芸協会 第15回AACA賞（58歳）